# بدیعه بنت علی

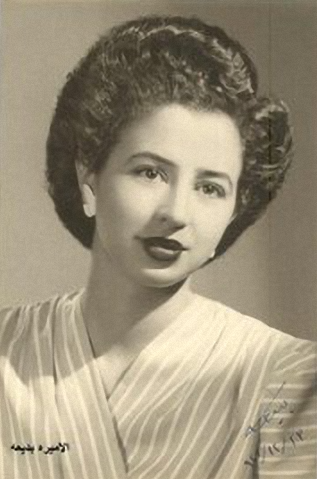
شاهدخت بدیعه بنت علی

شاهدخت بدیعه بنت علی (۲۴ ژانویه ۱۹۲۰–۹ مه ۲۰۲۰) یک شاهدخت عراقی و یکی از آخرین بازماندگان خاندان سلطنتی عراق پس از کودتای ۱۹۵۸ بود. او دختر علی، پادشاه حجاز، و شاهدخت نفیسه، خواهر ولیعهد عبدالله، و خاله ملک فیصل دوم عراق بود.

## زندگی
او دوران کودکی خود را در مکه گذراند. پدرش در سال ۱۹۲۴ از سلطنت برکنار شد و او به همراه خانواده‌اش به عراق تبعید شد، جایی که عمویش در سال ۱۹۲۱ به پادشاهی رسیده بود.
برادرش عبدالله به عنوان نایب‌السلطنه عراق برای خواهرزاده‌شان، فیصل دوم، خدمت می‌کرد، که او و به ویژه خواهرش عابدیه بنت علی نقش مادر را برای او ایفا می‌کردند.
او در سال ۱۹۵۰ با یکی از بستگانش، شریف الحسین بن علی بن عبدالله بن محمد بن عبدالمعین، ازدواج کرد.
در سال ۱۹۵۸، برادر، خواهر و بقیه اعضای خانواده سلطنتی در جریان انقلاب ۱۴ ژوئیه در قتل عام خانواده سلطنتی به قتل رسیدند. خود او کشته نشد زیرا در زمان وقوع قتل عام در کاخ سلطنتی الرحاب حضور نداشت. او به سفارت عربستان در بغداد پناه برد که پرواز امنی را برای او و همسر و پسرانش به قاهره در مصر ترتیب داد
پس از آن، او و خانواده‌اش در تبعید زندگی کردند؛ او در سوئیس و سرانجام در لندن، بریتانیا اقامت گزید. او در 9 مه 2020 در سن 100 سالگی در لندن درگذشت. برهم صالح، رئیس جمهور عراق، برای پسر مرحومش شریف علی بن حسین، که طرفدار بازگرداندن سلطنت در عراق بود و خود را وارث قانونی تاج و تخت می‌دانست، پیام تسلیت فرستاد.
او خاطرات خود را منتشر کرد که بینش ارزشمندی از زندگی خانواده سلطنتی عراق ارائه می‌دهد.